# Comuna de Maupiti
Maupiti és una comuna de la Polinèsia Francesa, situat a l'illa de Tahití, que es troba a les Illes de Sotavent (arxipèlag de les Illes de la Societat. Té 1.231 habitants. Comprèn l'illa de Maupiti i els illots de Manuae, Maupihaa i Motu One.

## Administració
| Període | Identitat     | Partit |
| ------- | ------------- | ------ |
| 2008-   | Paul Ropiteau |        |